# 佐藤晩得
佐藤 晩得（さとう ばんとく）は、江戸時代中期の久保田藩士、俳人。本名は佐藤又兵衛祐英。別号に朝四などがある。

## 略歴
江戸生、久保田藩領角館の人。明和2年（1765年）江戸藩邸留守居助役として名が見え、明和6年（1769年）からは本役を務めた。同時代に同職を務めた平沢常富（朋誠堂喜三二）は後輩にあたる。天明4年（1784年）に致仕し出家。隠居後は向島の牛嶋神社近くに草庵を結んだ。寛政4年（1792年）62歳で没。俳諧以外では詩作・書画・篆刻を嗜んだ。長男は魏紫庵仰鼻と号したが安永6年（1777年）に死去。次男の又八祐道は菜庵素兄と号し、また父と同じく朝四・晩得を号した。
右江渭北、次いで馬場存義に師事し、明和初年より活動を開始。居宅に「清談林」の額を掲げるなど、谷素外と同様に談林派を重んじた。柳沢信鴻（米翁）が主催する江戸座に属し、信鴻から月村所の号を譲られている。ほか蕉風・美濃派の影響もみられる。その役職柄、江戸市中の様々な人々と交友関係を持ち、特に吉原遊廓によく出入りしたことは恋川春町『吉原大通会』や山東京伝『廓中丁字』などの黄表紙でその様子が描かれている。そのような私生活や江戸市中の出来事を多く詠んだことが晩得俳諧の特色といえる。酒井抱一と親しく、抱一の俳風は晩得の影響が大きい。酒井家中・荒木亀貝は後に晩得の号を譲られている。

## 著作
句集『哲阿弥句集』は天明3年（1783年）の序（文・雨後庵月成）を持つが生前は公刊されず、晩得七回忌の寛政10年（1798年）に門弟の酒井抱一によって刊行されている。寛政2年（1790年）三囲神社へ奉納された短冊帖『江左風流』は晩得発願で、松平雪川（衍親）、柳沢米翁（信鴻）、小栗旨原、二代目十寸見蘭洲、津村淙庵、月成、抱一ら76名が参加した大作となっている。
その他の著作に『清街筆記（能代紀行）』（紀行）、『木雁随筆』（随筆）、『月むらさき』（俳論）があるが、『古事記布倶路』が特に知られる。これは今昔亭伊橘に与えた回顧録で、俳人の逸話を多く収めたものである。安藤和風『俳諧奇書珍書』所収。